# Ahnsen
Ahnsen ist eine Gemeinde im niedersächsischen Landkreis Schaumburg. Die Gemeinde Ahnsen ist Mitgliedsgemeinde der Samtgemeinde Eilsen.

## Geografische Lage
Die Gemeinde liegt am Rande des Naturpark Weserbergland Schaumburg-Hameln zwischen Minden und Hameln.

## Geschichte
Frühere Ortsnamen von Ahnsen waren in den Jahren 1256 to Adenhhusen, 1381 to Adenhusen, 1441 Adensen und 1591 zu Ansen. Es handelt sich um eine Zusammensetzung mit dem Namen Ado als einer Kurzform zu Vollnamen wie Adolf zum Wortstamm Atha-, aber namensrhythmisch verkürzt. Ahnsen ist wortverwandt mit dem Begriff Adel in der Bedeutung „vornehmes Geschlecht“. Eine Parallele stellt Ahnsen im Landkreis Gifhorn dar.

## Politik

### Gemeinderat
Der Gemeinderat aus Ahnsen besteht aus einer Ratsfrau und zehn Ratsherren folgender Parteien:
|       | SPD     | CDU     | Gesamt   |
| 2021* | 7 Sitze | 4 Sitze | 11 Sitze |
| 2016  | 6 Sitze | 5 Sitze | 11 Sitze |
| 2011  | 7 Sitze | 4 Sitze | 11 Sitze |

* Stand: Kommunalwahl am 12. September 2021

### Bürgermeister
Der Bürgermeister ist Pierre Pohl (SPD). Seine Stellvertreter sind Sascha Backhaus (SPD) und Robert Pavlista (CDU).

## Kultur und Sehenswürdigkeiten
An der Stelle der heutigen „Neuen Mühle“ an der Neumühlener Straße, die erstmals im 1550 erstellten „Verzeichnis der Bauern mit Angabe des Ackerlandes“ erwähnt wurde, gab es schon lange zuvor Wassermühlen mit älterer Mühlentechnik.

## Wirtschaft und Infrastruktur

### Unternehmen
1920 wurde in Ahnsen ein Bleichmittelwerk der Chemischen Fabrik Schaumburg AG gegründet, das seinen Betrieb schon 1931 wieder einstellte. Die 1938 gegründete Niederlassung der Hamburger Schichtholz AG wurde 1953 aufgelöst.

### Verkehr
- Die nächste Autobahnanschlussstelle ist Bad Eilsen an der Bundesautobahn 2 Hannover-Dortmund, etwa 6 km entfernt
- Nördlich bzw. südlich der Gemeinde verlaufen die Bundesstraßen 83 und 65 und schließen Ahnsen an das Straßennetz an
- Die 1966 stillgelegte Bad Eilsener Kleinbahn von Bad Eilsen nach Bückeburg hatte einen Haltepunkt in Ahnsen

## Persönlichkeiten
- Heinz-Wilhelm Dehne (1950–2019), Agrarwissenschaftler und Phytomediziner
- Andreas Tünnermann (* 1963), Physiker und Mikrosystemtechniker